# 220-я танковая бригада
220-я танковая бригада — танковая бригада Красной армии в годы Великой Отечественной войны.
Полное наименование: «220-я отдельная танковая Гатчинско-Берлинская Краснознамённая Ордена Суворова II степени бригада».

## Формирование бригады
220-я отдельная танковая бригада была сформирована 5 июня 1942 г. в г. Колпино под Ленинградом из 51-го и 84-го отдельных танковых батальонов в составе:
- Управление бригады
- 51-й танковый батальон
- 84-й танковый батальон имени К. П. Ушакова
- Мотострелковый батальон

Командиром бригады назначен подполковник Шпиллер Иосиф Борисович. 15 мая 1944 года бригада переформирована по штатам № 010/500-010/506. В состав бригады включён 3-й танковый батальон.

### Состав бригады
- Управление бригады (штат № 010/500) — 54 чел.
- Рота управления (штат № 010/504) — 164 чел.
- 1-й танковый батальон (штат № 010/501) — 148 чел. — бывший 51-й
- 2-й танковый батальон (штат № 010/501) — 148 чел. — бывший 84-й
- 3-й танковый батальон (штат № 010/501) — 148 чел.
- Моторизованный батальон автоматчиков (штат № 010/502) — 507 чел.
- Зенитно-пулемётная рота
- Рота технического обеспечения (штат № 010/505) — 123 чел.
- Медсанвзвод (штат № 010/506) — 14 чел.

В таком штатном составе бригада закончила Великую Отечественную войну.

## Участие в боевых действиях

### Бои под Ленинградом
Боевое крещение 220 ОТБр приняла в бою по овладению опорным пунктом рядом с городом Колпино (населённые пункты Путролово и Ям-Ижора), проходившем с 23 июля по 4 августа 1942 года под командованием подполковника Шпиллера Иосифа Борисовича.
С 12 января по 18 февраля 1943 года бригада участвует в операции «Искра» с целью прорыва блокады Ленинграда. После неудачной попытки создать подвижную танковую группу (ПТГр) войска несут большие потери.
С 19 по 28 марта 1943 года бригада участвует в Красноборской операции и входит в состав полковой тактической группы (ПТГр). Бои носили характер «прогрызания» обороны противника, танковая группа в прорыв не вводилась, так как прорыва не получилось. 84 ОТБ продолжал боевые действия до 5 мая 1943. В этот же период бригада принимает участие в боях на Синявинских высотах. Бои продолжаются в сентябре и октябре.
При подготовке к наступлению в январе 1944 года бригада заменила уцелевшие после боёв танки на новую технику.
К началу январского наступления в 220-й танковой бригаде было 80 танков и САУ. В ней числилось 1097 человек личного состава. Бригаду возглавлял подполковник Виктор Львович Проценко.
51-й танковый батальон насчитывал 19 танков Т-34 под командованием майора Кононова.
84-м танковым батальоном имени Ушакова командовал капитан Гнедин. В состав батальона входили 10 танков Т-34, 18 танков Т-60, 3 танка Т-70 и 4 СУ-76 (по другим данным 10 танков Т-34, 20 танков Т-60 и 4 СУ-76).
3-й танковый батальон прибыл из 12 учебного танкового полка. Батальон был вооружён старыми лёгкими танками Т-26. Всего в нём было 27 боевых машин. Командовал батальоном капитан Василий Григорьевич Кабанов.
Бригада была усилена автоматчиками моторизованного стрелково-пулемётного батальона под командованием Позднякова Владимира Васильевича.
С конца 1943 года по 17 января 1944 года проходил подготовительный этап операции по снятию блокады Ленинграда. В этот период бригада получает 3-й танковый батальон. В ходе дневных боевых действий вдоль Киевского шоссе из-за слабой артиллерийской подготовки бригада несёт значительные потери. 19 января 1944 года бригада в составе ПТГр участвует в ночном рейде по Таллиннскому шоссе и в 23:00 соединяется с войсками Второй Ударной Армии, замыкая тем самым кольцо вокруг немецкой группировки. В этих боях в бригаде появляется первый Герой Советского Союза — генерал-лейтенант Мнацаканов. В период с 20 по 25 января 1944 года бригада участвует в освобождении Гатчины, за что получает звание Гатчинской.

### Под Псковом
С 27 января по 27 февраля 1944 года бригада передислоцируется под Псков. Перемещение происходит в несколько этапов с одновременным повышением боеспособности за счёт ремонта танков и получения из 46-го танкового полка пяти танков БТ-5. С 28 февраля по 20 марта 1944 года силами 84-го танкового батальона ведутся различные боевые действия северо-восточнее Пскова. Была проведена неудачная попытка перейти по льду на западный берег Псковского озера.
23 марта 1944 года бригада награждается Орденом Красного Знамени.
31 марта 1944 года бригада поступает в распоряжение 67-й армии. Создаётся полковая тактическая группа под командованием подполковника Проценко Виктора Львовича с задачей проведения боевых действий южнее Пскова. Задача была выполнена 10 апреля 1944 года, и 22 марта бригада передислоцировалась в район Карельского перешейка (деревня Лехтуси).

### Бои на Карельском перешейке
В начале наступления на оборону финнов командующий Ленинградским фронтом — Маршал Советского Союза Л. А. Говоров принял решение провести разведку боем. 9 июня 1944 года 52 танка (две роты Т-26 и 84 ОТБ) и две роты пехоты совершили вылазку — в районе Старого Белоострова. 18 июня приходит пополнение новой техникой, бригада получает 26 машин Т-34 и лёгкие танки. 30 июня 1944 года была создана ПТГр с задачей совершить манёвр в район Новинка (западнее Выборга), бригада вошла в её состав.
19 июля бригада передислоцируется в район Нарвы.

### Завершающий этап Великой Отечественной войны
С декабря 1944 года бригада переходит в подчинение 5-й Ударной армии 1-го Белорусского фронта. С 31 января по 31 марта 1945 года бригада принимает участие в боевых действиях по удержанию плацдарма в районе Кюстрина на левом берегу реки Одер. В период с 31 января по 22 февраля бригада участвует в закреплении войск 5-й Ударной армии на плацдарме. 22 февраля бригада была выведена из боевых действий, кроме одного танкового взвода 1-го танкового батальона, который участвовал в завершении боёв по овладению городом-крепостью Кюстрин.
С 13 по 21 марта 1945 года бригада занимается восстановлением техники, пополнением боеприпасами (боекомплект увеличен в 2 раза за счёт загрузки ящиков на трансмиссию) и ГСМ.
С 22 по 30 марта бригада участвует в боевых действиях по расширению плацдарма на левом берегу реки Одер. В ходе боёв была разгромлена группировка противника в районе Кюстрина. В танковом сражении немцы потеряли около 200 танков. Бригада потеряла 34 танка Т-34 (19 танков сгорело, 15 подорвались на минах). Погибли Герои Советского Союза гвардии лейтенант Зверев Василий Владимирович, старший лейтенант Головач Яков Павлович, старший лейтенант Головченко Владимир Терентьевич и представленный к званию Героя Советского Союза механик-водитель танка Николай Кузьмич Ковалёв. Был тяжело ранен и не вернулся в строй до конца войны полный кавалер орденов Славы старшина Шандыба Владимир Данилович. По итогам операции по расширению плацдарма был захвачен участок на левом берегу Одера по фронту 45 км и в глубину до 10 км.

#### Участие в Берлинской операции
14 апреля 1945 года поступило сообщение, что бригада награждена орденом Суворова II-й степени. 15 апреля войска 1-го Белорусского фронта получили задачу штурмом взять Берлин. К началу операции 220 ОТБр имела 27 танков Т-34 и 27 самоходных установок ИСУ-122. Командовали батальонами:
- Герой Советского Союза майор Михаил Дмитриевич Кононов
- Капитан Рыбалко
- Герой Советского Союза капитан Василий Григорьевич Кабанов

Бригадой командовал Герой Советского Союза полковник Наруцкий Деонисий Сильвестрович, который получил задачу на время всей Берлинской операции действовать в интересах командира 301-й стрелковой дивизии Героя Советского Союза полковника Антонова Владимира Семёновича. 15 апреля в 12:00 бригада получает приказ на участие в разведке боем в направлении Военного Городка и железнодорожной станции Гольцов. После десятиминутного залпа «Катюш», атака началась в 15:00. Задача была выполнена: Военный Городок и Гольцов были взяты. Потери: сгорели четыре ИСУ-122, 13 танков и САУ подорвались на минах, погибло четверо командиров САУ, ранен замкомбрига Лампусов, все три командира батальонов (18 апреля 1945 года Кабанов умер от ран). 16 апреля в 6:30. после пятидесятиминутной артподготовки началось наступление в направлении: Альт-Лангзов, станция Вербит (мощный район обороны на подступах к Зееловским высотам), Ной-Лангзов.
Первая атака проводилась с применением прожекторов. 17 апреля 1945 года в 9:00 проводится атака на Гузов. Немцы отвечают контратакой. Контратака отбивается силами созданного АПО: 8 Т-34, 6 ИСУ-122 220-й ОТБр, 92-й ТТП, стрелковый батальон, две сапёрные роты, зенитно-пулемётная рота. Гузов взят. АПО продолжает наступать. В 17:00. захвачен Платков и к 22:00 Ной-Харденберг. 18 апреля в 2:00 АПО прорывает вторую полосу обороны противника, так называемый Зееловский рубеж, и овладевает городом Вулков. После дозаправки ГСМ и пополнения боекомплекта в 14:00, АПО начинает выдвижение на Хармерсдорф. 19 апреля в 15:00 АПО захватывает Букков (3-я полоса Одерского рубежа). 20 апреля 220 ОТБр действует в составе второго эшелона 301-й стрелковой дивизии. В 6:30 начинается наступление на Хозенхольц. Преодолев упорное сопротивление противника советские войска овладели г. Хозенхольц. Бригада потеряла 10 Т-34 и 3 ИСУ-122.
К 16 часам три позиции обороны противника были прорваны. 220-я танковая бригада и 1054-й стрелковый полк из состава 301 СД подошли к Штраусбергу — внешнему оборонительному поясу Берлина.
21 апреля в 6:00 начался штурм Штраусберга. В 14:00, прорвав оборону противника южнее Штраусберга, 11 Т-34 и 18 ИСУ-122 бригады с пехотой 1054 СП на броне штурмуют Штраусберг. В 16:00 штурм завершён, а в 20:00 захвачен Альт-Лансберг. Воинские части вступили в пределы Берлина, начался его штурм.

##### Бои за Карлсхорст
22 апреля 1945 года атака началась в 9:00. За день боёв войска овладели населёнными пунктами: Нойесхаген, Хоппенгортен, Дальвиц, Мольсдорф, Кульдорф, Бисдорф. К семнадцати часам, очистив от противника парк, спортивный городок и аэропорт, части вышли к восточной части Карлсхорста (внутренний оборонительный рубеж Берлина) и остановились перед рекой Шпрее.

##### Форсирование р. Шпрее
23 апреля 1945 года в 10:00 получена задача на завершение разгрома противника в Карлсхорсте и форсирование Шпрее. Атака началась в 13:00. В 16:30 танки вышли к берегу реки. Под прикрытием танкового огня пехота начала переправу. К вечеру подошли понтоны, и под огнём противника началась переправа танков и артиллерии. 24 апреля переправа продолжалась. В 8:00 атака немцев была остановлена огнём артиллерии. На правом фланге при поддержке танков пехота в Трептов-парке добралась до обсерватории. К исходу дня переправа была завершена. Наши части вышли к кольцевой железной дороге — городскому оборонительному обводу.

##### Уличные бои (восточный пригород — Берлин-ост)
25 апреля 220 ОТБр вела уличные бои в направлении: Эбушаллее, Кругаллее, Дамвег, Кифгольштрассе. Разбив огнём танков и САУ двенадцать баррикад, бригада с полком пехоты прорвала оборону немцев на городском обводе и начала наступление на центральную часть города. В 16:00 танкисты завязали бой на подступах к соединительному каналу (Шпрее — Ланверканал) и через час овладели мостом через канал. В 21:30 взят Берлинский вокзал. 26 апреля бои продолжались, бригада несла тяжёлые потери из-за малой численности пехоты — не хватало средств для борьбы с фаустниками. В целях сокращения потерь и увеличения эффективности применения огневых средств с учётом особенностей Берлинских улиц были созданы штурмовые группы в составе: взвод пехоты, сапёрное отделение и до пяти ИСУ-122 и Т-34.

##### Бои в центральной части города
27 апреля 1945 года продолжались тяжёлые бои в центральной части города. Танковые батальоны вышли на одну из главных улиц — Фридрихштрассе, КП 301 СП и 220 ОТБр разместился в здании Патентного управления на Гефшинерштрассе. 28 апреля утром полки 301 СД при поддержке 220 ОТБр и 92 ТТП начали наступление вдоль Фридрихштрассе, Вильгельмштрассе и Саарландштрассе. Танки и САУ, выйдя на прямую наводку, подавляли огневые точки противника. В результате штурма был взят Анхальтский вокзал. 29 апреля с утра продолжился штурм сектора «Цитадель». В середине дня 1-й стрелковый батальон 1050 СП водрузил Красное знамя на здание Гестапо. К исходу дня войска подошли к кварталу Министерства авиации.

##### Штурм здания Министерства авиации
30 апреля 1945 года в результате упорных уличных боёв в 17:00 было захвачено здание Министерства авиации, а к исходу дня был занят весь квартал.

##### Штурм Имперской канцелярии
В ночь на 1 мая 1945 года была проведена подготовка к штурму Имперской канцелярии — последнего объекта в полосе наступления 301 СД. Командный пункт дивизии с 220 ОТБр занял здание главного почтамта на углу улиц Вильгельмштрассе и Лейпцигштрассе. Орудия большой мощности, танки 92 ТТП и САУ 220 ОТБр были выведены на прямую наводку. В 11:00 все полки открыли огонь. В 18:00 гарнизону Имперской канцелярии было предложено сложить оружие, в ответ поступил отказ. В 18:30. штурм возобновился. 2 мая в 2:00 над зданием Имперской канцелярии было водружено Красное знамя. Но очистка бункеров и нижних этажей от гитлеровцев продолжалась ещё несколько часов. Всё было закончено к 15:00. 3 мая после посещения Имперской канцелярии Г. К. Жуковым КП 220 ОТБр размещался в доме № 17 на углу Принцальбертштрассе и Шенкештрассе. Бригада к 12 часам передислоцировалась в лес, который находился в двух километрах юго-западнее Карлсхорста. В выводах штаба 220 ОТБр отмечено, что за 8 дней (с 16 по 23 апреля 1945 года) бригада с упорными боями прошла 95 км и уничтожила живую силу и огневые средства противника в 160 кварталах г. Берлина.

#### Итоги боевых действий 220 ОТБр в период 15 апреля — 2 мая 1945 года
Бригада уничтожила: танков и САУ — 16; орудий различного калибра — 115; миномётов — 34: бронетранспортёров — 6; автомобилей −140; ДЗОТов — 110; расчётов фаустников — 40; взято в плен — 450 гитлеровцев.
Выводы по динамике потерь танков и САУ: всего было повреждено 94 единиц из них Т-34 — 51, ИСУ-122 — 43; из них: сгорело Т-34 −12, ИСУ-122 — 14; подорвалось на минах Т-34 — 12, ИСУ-122 — 12; подбито огнём артиллерии Т-34 — 18, ИСУ-122 — 8; подбито огнём фаустпатрона Т-34 — 4, ИСУ-122 — 5; застряло Т-34 — 5, ИСУ-122 — 2; по техническим причинам ИСУ-122 — 2.
В строю на 2 мая 1945 года: 10 ед. Т-34 и ИСУ-122.
За это же время ремонтными подразделениями и экипажами восстановлено 90 % танков и САУ. По итогам боёв по овладению г. Берлин 220 ОТБр награждена орденом Суворова II-й степени, и ей присвоено почётное наименование «Берлинская».

### Дальнейший путь 220 ОТБр
5 июня 1945 года личный состав отметил третью годовщину формирования бригады. 14 июня 220 ОТБр выводится из состава Пятой ударной армии и передаётся 8-й гвардейской армии (г. Дрезден). 6 июля, совершив трёхсоткилометровый марш, бригада становится гарнизоном в городе Глаухау (15 км севернее Цвикау). 12 июля бригада преобразовывается в 220-й армейский гвардейский тяжёлый танковый Гатчинско-Берлинский Краснознамённый ордена Суворова II-й степени полк. В 1956 году в связи с сокращением Вооружённых Сил СССР полк был расформирован.

## Награды и почётные наименования
| Награда (наименование)             | Дата награждения                          | За что получена |
| ---------------------------------- | ----------------------------------------- | --- |
| Почётное наименование «Гатчинская» | Приказ ВГК № 012 от 27.01.1944 года       | За участие в боевых действиях (20-26.01.1944г) по освобождению Гатчины |
| Почётное наименование «Берлинская» | Приказ ВГК № 0111 от 11.07.1945 года      | За участие в боевых действиях (15.4.-2.5.1945г) по овладению Берлином |
| Орден Красного Знамени             | Указ Президиума ВС СССР от 22.03.44 года  | Награждена за боевые действия в районе Пскова (28.02-20.03.44) за образцовое выполнение боевых заданий командования на фронте борьбы с немецкими захватчиками и проявленные при этом доблесть и мужество |
| Орден Суворова II степени          | Указ Президиума ВС СССР от 5.04.1945 года | За образцовое выполнение боевых заданий командования в боях с немецкими захватчиками при вторжении в пределы Бранденбургской провинции и проявленные при этом доблесть и мужество                        |

## Подчинение бригады
- C июля 1942 г. — Ленинградский фронт
- C июня 1943 г. — 67-я армия, Ленинградский фронт
- C сентября 1943 г. — Ленинградский фронт (Бронетанковые и механизированные войска армии)
- C ноября 1943 г. — 2-я ударная армия, Ленинградский фронт
- C декабря 1943 г. — 42-я армия, Ленинградский фронт
- C мая 1944 г. — Ленинградский фронт (Бронетанковые и механизированные войска армии)
- C декабря 1944 г. до конца войны — 5-я ударная армия 1-й Белорусский фронт

## Командиры бригады
- Подполковник, с 14 сентября 1942 полковник Шпиллер Иосиф Борисович (с 1 июня 1942 по 15 августа 1943)
- Подполковник Проценко Виктор Львович (с 16 августа 1943 по 15 апреля 1944)
- Подполковник Лампусов Михаил Иванович (с 16 апреля 1944 по 5 июля 1944)
- Полковник Пашков Андрей Никитович (с 6 июля 1944 по 27 января 1945), погиб 27 января 1945
- Полковник Наруцкий Деонисий Сильвестрович (с 4 февраля 1945 по 9 мая 1945)

### Командиры батальонов

#### 1-й танковый батальон (51-й ОТБ)
- Майор Лукьянов
- Майор Ярмолкевич Владимир Зенонович (12 января — 18 февраля 1943)
- Капитан Горченков Дмитрий Афанасьевич (погиб 18 января 1943 года)
- Капитан Булычёв Анатолий Алексеевич
- Капитан Смирнов Иван Иванович (погиб 26 января 1943 года)
- Капитан/Майор Ермилов Алексей Васильевич (19 марта — 25 августа 1943)
- Капитан Кононов Михаил Дмитриевич (конец 1943 — 17 января 1944)

#### 2-й танковый батальон (84 ОТБ)
- Майор Ушаков Константин Павлович (погиб 1 ноября 1941)
- Майор Хрустицкий Владислав Владиславович (февраль — 16 сентября 1942)
- Майор Красноштан Леонид Прокофьевич (июль и август 1942)
- Фоминцов (12 января — 18 февраля 1943)
- Майор Моисеенко Василий Иванович (погиб)
- Шубин
- Майор Бойцов Иван Григорьевич (19 — 28 марта 1943) (погиб)
- Майор Гнедин Виктор Александрович (конец 1943 — 17 января 1944) (ранен)
- Капитан Рыбалко Степан Трофимович (ранен)
- Капитан Багров Афанасий Павлович (ранен 26 апреля 1945)

#### 3-й танковый батальон
- Капитан Кабанов Василий Григорьевич (конец 1943 — 17 января 1944 — ранен, вернулся к завершению Берлинской операции)
- Гв. Ст. Лейтенант Гайноцкий Дмитрий Павлович (17 января 1944 — 20 апреля 1945) (ранен)
- Мохуров (20 апреля — 2 мая 1945)

#### Мотострелковый батальон
- капитан Поздняков Владимир Васильевич

## Отличившиеся воины бригады
| Награда | Ф. И.О                          | Должность                                           | Звание            | Дата награждения                                   | Примечания                           |
| ------- | ------------------------------- | --------------------------------------------------- | ----------------- | -------------------------------------------------- | ------------------------------------ |
|         | Гнедин Виктор Александрович     | командир 2-го танкового батальона                   | майор             | 27 февраля 1945 года                               |                                      |
|         | Головач Яков Павлович           | командир роты 1-го танкового батальона              | старший лейтенант | 24 марта 1945 года                                 | Погиб в бою 23 марта 1945 года       |
|         | Головченко Владимир Терентьевич | командир взвода танков 1-го танкового батальона     | старший лейтенант | 31 мая 1945 года                                   | Погиб в бою 23 марта 1945 года       |
|         | Зверев Василий Владимирович     | командир 2-й танковой роты 3-го танкового батальона | гвардии лейтенант | 27 февраля 1945 года                               | Погиб в бою 23 марта 1945 года       |
|         | Кабанов Василий Григорьевич     | командир 3-го танкового батальона                   | капитан           | 27 февраля 1945 года                               | Умер в госпитале 18 апреля 1945 года |
|         | Коновалов Павел Васильевич      | парторг 2-го танкового батальона                    | капитан           | 31 мая 1945 года                                   | Погиб в бою 30 января 1945 года      |
|         | Кононов Михаил Дмитриевич       | командир 51-го танкового батальона                  | майор             | 26 октября 1944 года                               |                                      |
|         | Кузьминов Иван Герасимович      | командир танкового взвода 3-го танкового батальона  | лейтенант         | 27 февраля 1945 года                               | Погиб в бою 16 апреля 1945 года      |
|         | Малиновский Цезарь Казимирович  | командир взвода 51-го танкового батальона.          | старший лейтенант | 27 февраля 1945 года                               |                                      |
|         | Мнацаканов Александр Сидорович  | командир танковой роты 84-го танкового батальона    | лейтенант         | 24 марта 1945 года                                 |                                      |
|         | Пашков Андрей Никитич           | командир бригады                                    | полковник         | 6 апреля 1945 года                                 | Погиб в бою 27 января 1945 года      |
|         | Шандыба Владимир Данилович      | механик-водитель танка 1-го танкового батальона     | старшина          | 15 мая 1946 года награждён орденом Славы I степени |                                      |

## Память
- В городе Красное Село Ленинградской области на улице Бронетанковой торжественно открыта мемориальная доска, посвящённая Герою Советского Союза А. С. Мнацаканову
- 6 мая 2010 года в Гатчинском районе около деревни Вайялово состоялось открытие памятного бюста Героя Советского Союза генерал-лейтенанта Александра Мнацаканова, являющегося почётным гражданином Гатчинского муниципального района[2][3].
- Имя Александра Мнацаканова увековечено в Книге памяти в мемориальном комплексе «Защитникам и освободителям Ленинграда», установленном со стороны Пулковских высот[2].
- Колпинская средняя школа № 467 (г. Санкт-Петербург) носит имя 220-й отдельной Гатчинско-Берлинской танковой бригады. В школе действует музей бригады.
- Улица Танкистов в Колпине